# قائمة ملوك بوتان
ملك بوتان ويطلق عليه رسميًا ملك التنين (بالدزونكا: འབྲུག་ རྒྱལ་པོ་) هو رئيس مملكة بوتان.

## قائمة ملوكبوتان(1907-الآن)
تأسست الملكية البوتانية في 17 ديسمبر 1907. منذ سن دستور عام 2008، ظل ملك بوتان رئيسًا للدولة، بينما عُد رئيس وزراء بوتان مسؤول تنفيذي ورئيس للحكومة في ديمقراطية برلمانية في ظل ملكية دستورية.
| الصورة | الاسم                                                 | فترة الحياة                            | بداية الحكم    | نهاية الحكم                    |
| ------ | ----------------------------------------------------- | -------------------------------------- | -------------- | ------------------------------ |
|        | يوجين وانغشوك ཨོ་རྒྱན་དབང་ཕྱུག                             | 11 يونيو 1862 – 26 أغسطس 1926 (64 سنة) | 17 ديسمبر 1907 | 26 أغسطس 1926                  |
|        | جيغمي وانغشوك འཇིགས་མེད་དབང་ཕྱུག                          | 1905 – 30 مارس 1952 (47 سنة)           | 26 أغسطس 1926  | 30 مارس 1952                   |
|        | جيغمي دورجي وانغشوك འབྲུག་རྒྱལ་པོ་ འཇིགས་མེད་རྡོ་རྗེ་དབང་ཕྱུག་མཆོག་ | 2 مايو 1928 – 21 يوليو 1972 (44 سنة)   | 30 مارس 1952   | 21 يوليو 1972                  |
|        | جيغمي سينغي وانغشوك འཇིགས་མེད་སེང་གེ་དབང་ཕྱུག་              | 11 نوفمبر 1955                         | 21 يوليو 1972  | 9 ديسمبر 2006 (تنازل عن العرش) |
|        | جيغمه خيسار نمجيل وانغشاك འཇིགས་མེད་གེ་སར་རྣམ་རྒྱལ་དབང་ཕྱུག་  | 21 فبراير 1980                         | 9 ديسمبر 2006  | في المنصب                      |